# Nuit de Walpurgis
 (septembre 2018).
Si vous disposez d'ouvrages ou d'articles de référence ou si vous connaissez des sites web de qualité traitant du thème abordé ici, merci de compléter l'article en donnant les références utiles à sa vérifiabilité et en les liant à la section « Notes et références ».

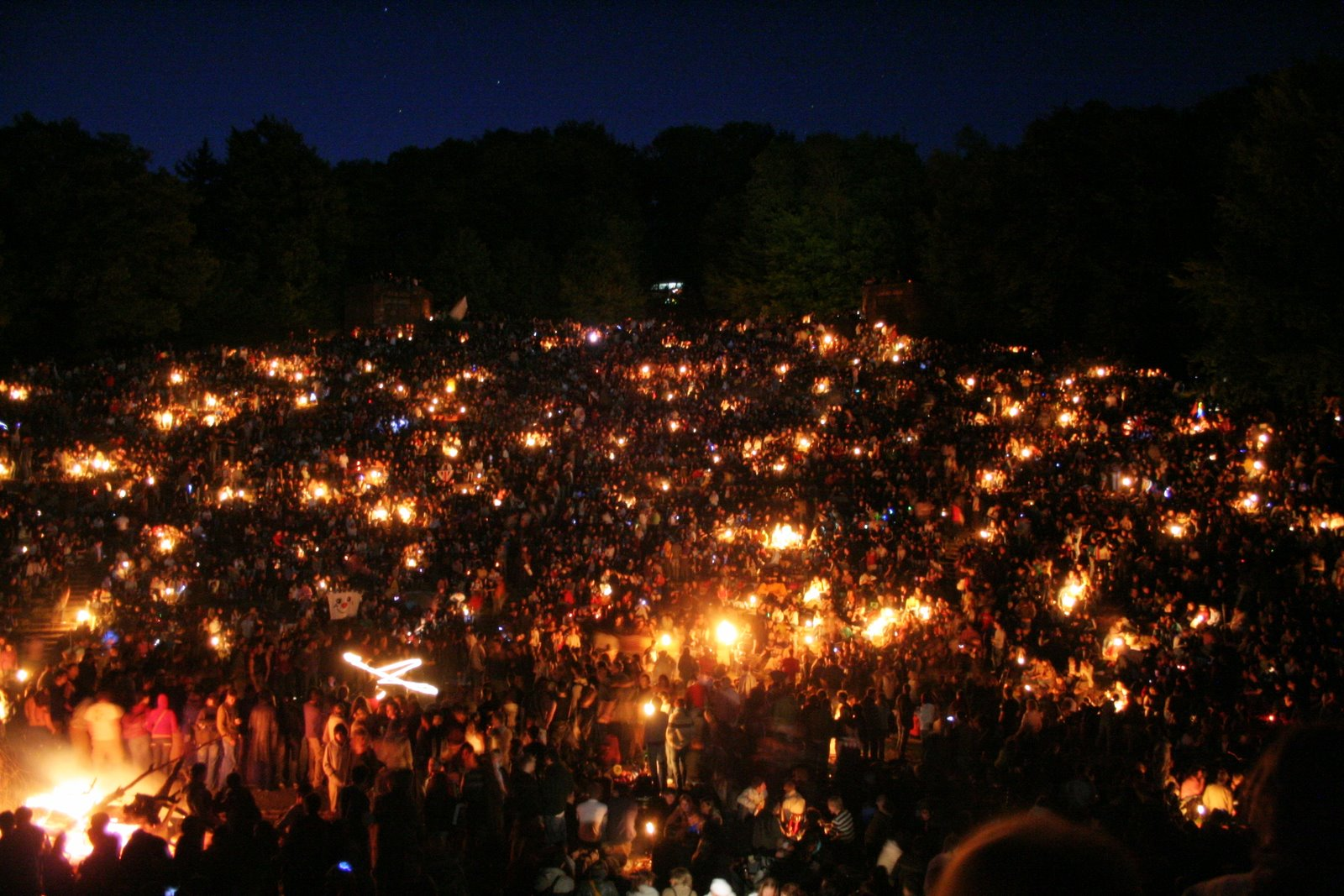
Célébration de la nuit de Walpurgis dans le théâtre à ciel ouvert de Heidelberg.

La nuit de Walpurgis (Walpurgisnacht ou aussi Hexenbrennen ou nuit des sorcières en français), nommée en l'honneur de la sainte saxonne Walburge (710-779), est une fête d'origine païenne qui a lieu dans la nuit du 30 avril au 1er mai. Célébrée clandestinement dans toute l'Europe depuis des temps reculés, malgré les interdits et les excommunications de l'Église catholique, elle a été identifiée au sabbat des sorcières. Elle est surtout le symbole de la fin de l'hiver, parfois associée à la plantation de l'arbre de mai ou à l'embrasement de grands feux. Cette date correspond aussi à Beltain/Beltaine/Beltane, l'une des huit fêtes inscrites dans le calendrier celte ou sur la Roue de l'année.

## Historique

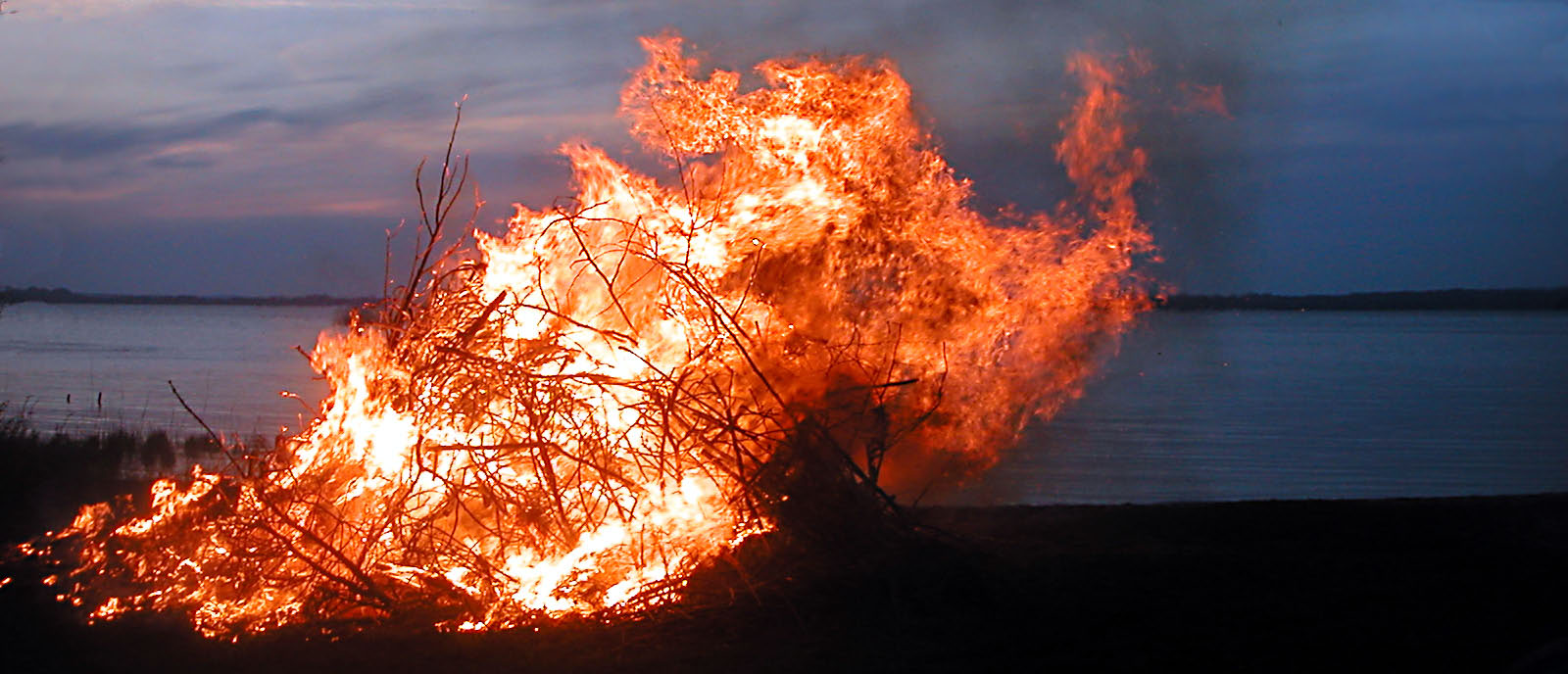
Fête de la nuit de Walpurgis en Suède.

Dans l'ancienne Germanie, on croyait qu'à cette date les divinités païennes du printemps (dieux et déesses de la fécondité) se répandaient dans la nature pour mettre fin à l'hiver. L'Église tenta de discréditer cette fête en transformant les divinités en « diables » et (surtout) en sorcières. De là procède le caractère « magique » et « sulfureux » de la Walpurgisnacht — utilisé et renforcé par de nombreux écrivains, notamment la danse de la nuit de Walpurgis dans le Faust de Goethe ou, à l'époque moderne, dans les œuvres de Gustav Meyrinck, Sheridan Le Fanu, Bram Stoker, etc. On la retrouve aussi dans la musique, comme chez Felix Mendelssohn dans Die erste Walpurgisnacht, Op. 60.
Aujourd'hui, la fête a surtout survécu en Suède sous une forme altérée et inoffensive. Dans la journée du 30 avril, jour de la Valborgsmässoafton, les étudiants de l'université d'Uppsala (fondée en 1477) se réunissent devant la rivière Fyris, qui traverse la ville, et procèdent à la destruction (simulée) de leurs vieilles casquettes d'hiver.

## En Europe

### Allemagne (Walpurgisnacht)

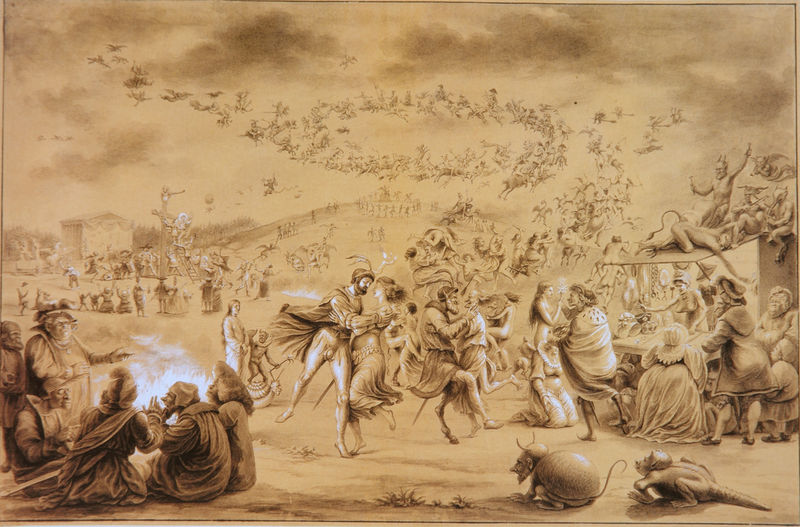
Walpurgisnacht par Ludwig Nauwerck (1810).

De manière particulière, sur le Blocksberg (Brocken) dans le Hartz (ou Harz, orth. allemande), massif ancien d'Allemagne centrale, près de Thale, on célèbre le sabbat des sorcières dans la Walpurgisnacht (littéralement « la nuit de Walpurgis »). Cette légende est devenue populaire au XVIIe siècle et a été immortalisée par Johann Wolfgang von Goethe dans le drame Faust. Une tragédie publié en 1808. Aujourd'hui, les poupées des sorcières sont des souvenirs appréciés des touristes,,.
La religieuse anglaise Walburge, née probablement en Devon (Wessex), suivit ses frères Wynnebald et Willibald à la Germanie. Appelée par son oncle Boniface de Mayence, elle fut abbesse de Heidenheim en Franconie à partir de 761. Selon la légende, pendant l'office des vigiles qui précédait sa fête, le 1er mai (la nuit de Walpurgis), sorcières et sorciers se réunissaient. Jusqu'à nos jours, une soirée dansante (« Tanz in den Mai ») est organisée le 30 avril dans de nombreuses régions.

### Belgique
En Belgique, plus précisément dans le Condroz, durant les mois de mars et d'avril, sont organisés des Grands Feux. Ces festivités sont organisées dans différentes localités, on peut notamment citer le Grand Feu de Bouge, dans le Namurois.

### Finlande (Vappu)

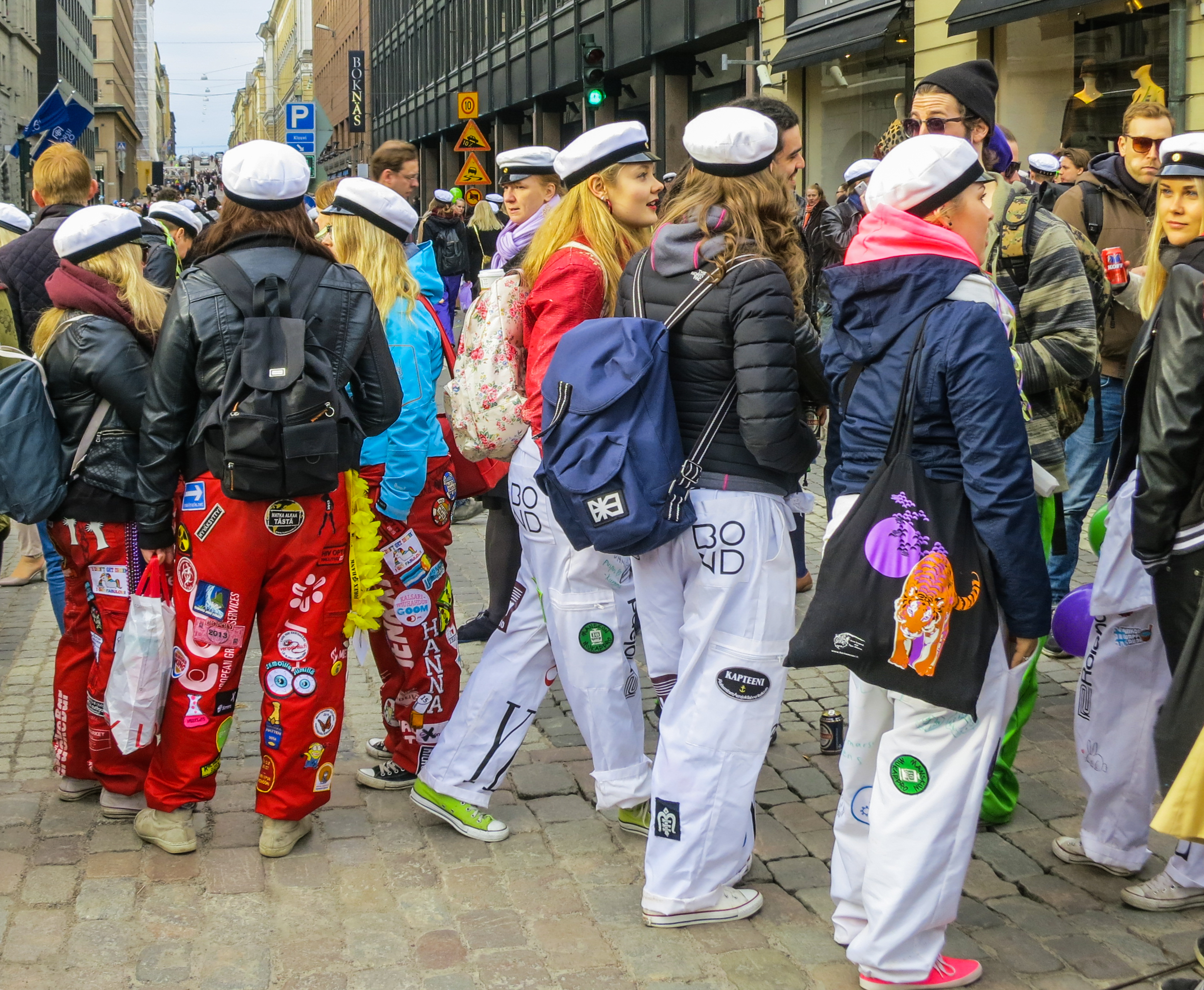
Vappu des étudiants à Helsinki, 2016.

En Finlande, Vappu est avec le Nouvel An et la fête de la Saint-Jean l'une des fêtes les plus importantes. La célébration de Vappu est l'occasion d'une large consommation de vin pétillant et de différents alcools.
Les traditions étudiantes alimentent les principales caractéristiques de Vappu. Dès la fin du XIXe siècle, cette fête traditionnelle des classes aisées est devenue celle des étudiants allant à l'université et ayant déjà reçu leurs casquettes (à la fin du lycée généralement). Les traditions incluent notamment la consommation d'une boisson fermentée (le sima), dont la concentration en alcool peut varier. À Helsinki, la tradition veut que les étudiants nettoient la statue Havis Amanda sur la place du marché (sur le port face à l'hôtel de ville) avant de la coiffer de la casquette blanche des étudiants. Les festivités incluent aussi un pique-nique le premier mai dans les parcs des villes (comme Kaivopuisto à Helsinki).
Le premier mai, on retrouve les défilés des travailleurs (partis politiques et syndicats). Toute la scène politique nationale, mais aussi l'église, a choisi Vappu comme jour pour défiler et faire des discours. Cet esprit de la fête du travail est majoritairement présent à Helsinki.

### Estonie (Volbripäev)
En Estonie, ancienne colonie allemande et suédoise, ce jour est également célébré sous le nom de Volbripäev.
Comme en Suède, les principales festivités de Volber sont liées à la tradition étudiante, et plus particulièrement l’université de Tartu, modelée sur l’université d’Uppsala a sa création en 1632.
Les festivités dans la ville de Tartu consistent notamment à l’ouverture des sièges des différentes fraternités et corporations étudiantes à l’ensemble de la population de la ville. Les visiteurs doivent cependant être habillés en tenue de soirée pour pouvoir rentrer.

### France
En France, elle est connue sous le nom de « nuit des Sorcières », en particulier en Moselle-Est (Hexennaat en francique mosellan, Hexenaa(ch)t en francique rhénan), ainsi qu'en Basse-Alsace (Hexennacht) et en Haute-Alsace (Haxafacht) . À la fin du XIXe siècle et au XXe siècle, il s'agissait de déplacer des objets plus ou moins gros, de faire des farces parfois grossières (poutre posée contre la porte d'entrée, fumier empilé devant une porte, etc.). De nos jours, les enfants sortent dans les rues et font des farces, par exemple envelopper les arbres de papier toilette ou jeter des œufs contre les façades (nouvelles traditions influencées par la culture populaire américaine contemporaine de Halloween, pendant automnal de la nuit des sorcières).

### République tchèque (Pálení čarodějnic)

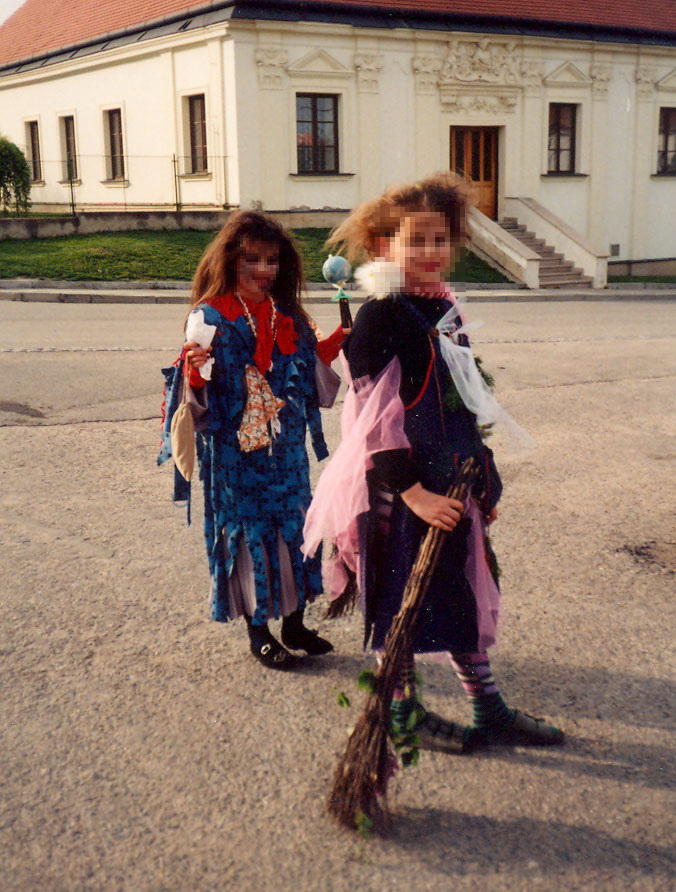
Fillettes déguisées en sorcières. Valtice, République tchèque.

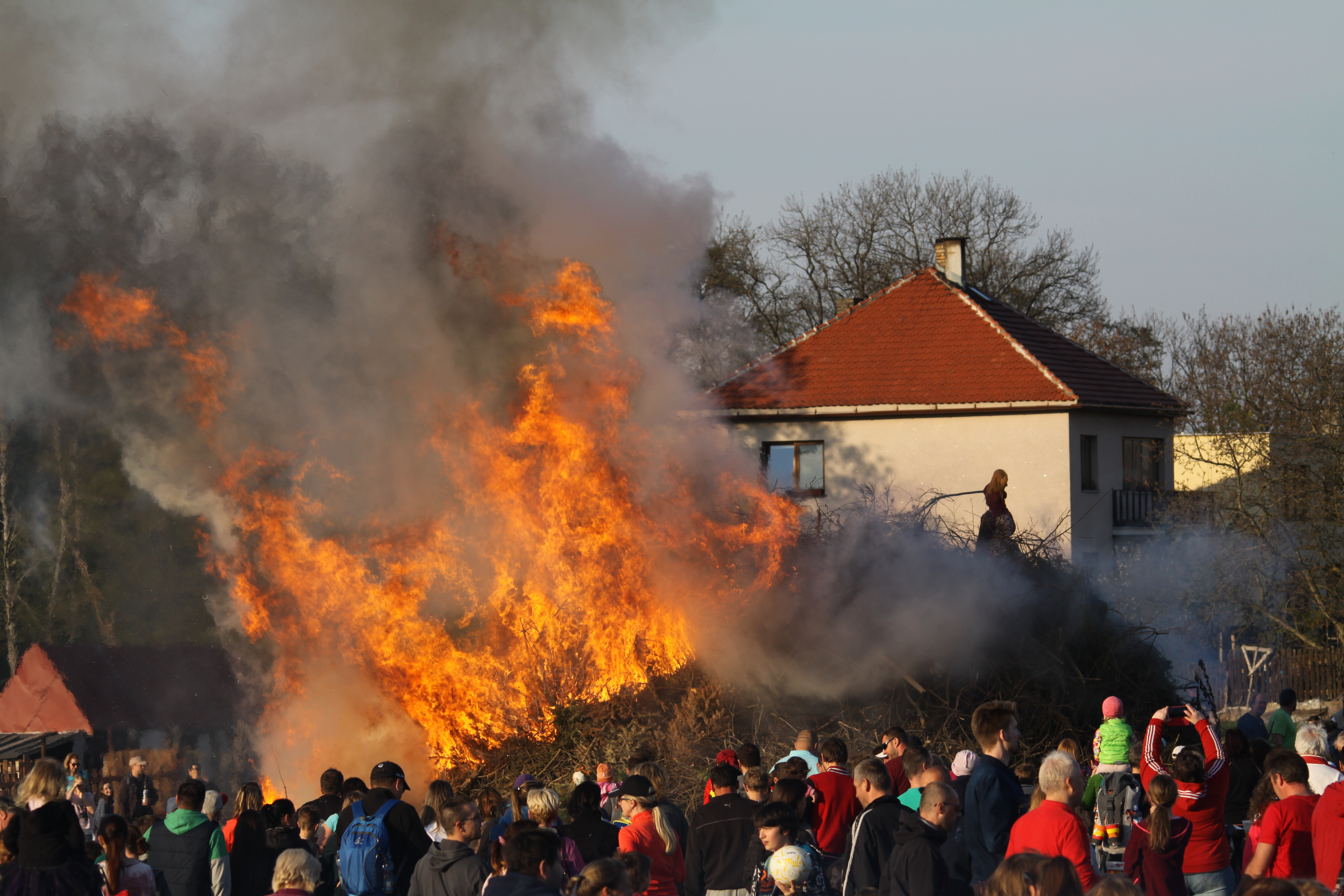
Le bûcher de la Pálení čarodějnic à Jesenice en République tchèque.

En République tchèque (Bohême, Moravie), on parle de Pálení čarodějnic ; les enfants se déguisent en sorcières. À la tombée de la nuit, des feux sont allumés dans les campagnes. Les gens dansent et chantent autour des flammes pour célébrer le retour des beaux jours. C'est également l'occasion de faire griller des saucisses et de boire de la bière.

### Roumanie
En Roumanie, et dans certains pays de l'Est, tous les esprits maléfiques, fantômes et vampires, sont libérés et sont censés se livrer à des bacchanales infernales, dangereuses pour tout mortel qui les découvrirait.

### Suède (Valborgsmässoafton)
Les branchages de l'hiver passé sont rassemblés en de grands bûchers qu'on allume sur les collines. Les gens chantent des chants traditionnels sur le printemps. Le repas qui suit comprend notamment du saumon mariné à l'aneth avec du schnaps.
Dans les villes étudiantes, coiffés de casquettes blanches, les étudiants font des discours sur l'arrivée du printemps et les chorales (masculines) chantent les hymnes de printemps classiques devant l'université et le feu. Les parcs de chaque ville sont remplis de gens qui viennent regarder le feu, écouter les chansons et faire la fête.

### Ukraine
En Ukraine, selon les légendes, les sorcières se rassemblent sur la montagne Chauve à Kiev, notamment lors de la nuit de la Saint-Jean. C'est cette légende qui a été mise en musique par Modeste Moussorgski dans son poème symphonique Une nuit sur le mont Chauve.

## Dans la culture

### Littérature
- Le Maître et Marguerite (Мастер и Маргарита), roman de Mikhaïl Boulgakov
- La Nuit de Walpurgis (Walpurgisnacht), roman de l'Autrichien Gustav Meyrink, l'auteur du Golem
- Nuit du Walpurgis classique de Paul Verlaine (Poèmes saturniens, 1866)
- La Nuit du Sabbat, conte[15] de E.T.A. Hoffmann
- La Nuit du Sabbat, de Johann Heinrich Zschokke, in Contes suisses[16], 1828, trad. de Loève-Veimars [ce conte est souvent attribué à Hoffmann].
- L'Invité de Dracula, nouvelle de Bram Stoker, première partie du Journal de Jonathan Harker, publiée en dehors de l'édition originale de Dracula
- Troisième nuit de Walpurgis de Karl Kraus, trad. Pierre Deshusses et préface de Jacques Bouveresse, Marseille, Agone, coll. Banc d'essais, 2006
- La Maison de la sorcière, nouvelle de Howard Phillips Lovecraft
- L'Abomination de Dunwich, nouvelle de Howard Phillips Lovecraft
- Premier Amour, nouvelle écrite par Ivan Tourgueniev
- La Montagne magique (Der Zauberberg), roman de Thomas Mann
- Dans la saga L'Épouvanteur, la Nuit de Walpurgis est l'un des principaux sabbats.
- La nuit de Walpurgis, dans le tome 4 du manga Chocola et Vanilla est une soirée de réunion de tous les sorciers.
- Dans la série japonaise de light novel Moi, quand je me réincarne en slime, la nuit de Walpurgis désigne le moment où les rois-démons se réunissent.
- Le roman Cosaque Blues d'Erik L'Homme trouve son point d'orgue lors de la nuit de Walpurgis.

### Théâtre
- « La nuit de Walpurgis », acte II de Qui a peur de Virginia Woolf ? (Who’s Afraid of Virginia Woolf?) d'Edward Albee
- Faust I, de Goethe

### Musique
- Die erste Walpurgisnacht, de Felix Mendelssohn, Opus 60
- Walpurgisnacht, de Johannes Brahms, Opus 75 no 4
- La Nuit de Walpurgis, ballet du 5e acte de Faust, opéra de Gounod
- La Nuit de Walpurgis, poème symphonique de Charles-Marie Widor
- Walpurgisnacht, en trois mouvements, de John Zorn (Mysterium, 2005)
- Walpurgisnacht, Integrity - Métal hardcore, États-Unis (A389, 2008)
- Walpurgis Rites - HexenWahn, album du groupe de Black Metal Belphegor
- Walpurgisnacht, album de Varathron, groupe de black metal Grec, sorti en 1995
- Nuit de Walpurgis morceau de l'album Urfaust (2003) du groupe de black metal Français S.V.E.S.T
- Walpurgisnacht (Nuit de Walpurgis), du groupe allemand Schandmaul, folk-rock/médiéval
- Walpurgis Night, du groupe de Heavy Metal Stormwitch
- Walpurgis-Fantaisie, de Friedgund Gottsche Niessner
- Repent Walpurgis, de Procol Harum (arrangement psychédélique du poème symphonique de Widor)
- Nuit de Walpurgis Classique, poème symphonique de Charles Koechlin
- Walpurgis, de Black Sabbath, est la première version de War Pigs (Paranoid, 1970)
- Las Walpurgis te van a llamar, de Fangoria inclus dans son disque Absolutamente (2009)
- Walpurgisnacht, du groupe Faun, sur l'album Luna (2014)
- Walpurgis, du groupe de black metal symphonique Saille, sur l'album Eldritch (2014)
- Walpurgis, de William Sheller, sur l'album Stylus (2015)
- Raganu Nakts, du groupe Tautumeitas (2018)
- Walpurgis Night, du DJ I Hate Models
- Album Walpurgis Night, de GFriend (2020)
- Album Walpurgis, de la chanteuse japonaise Aimer (2021)
- Walpurgis Night du musicien japonais Xomu (2021)

### Cinéma
- La Nuit de la Saint-Jean, film de Gustaf Edgren (Suède, 1935)
- La noche de Walpurgis, film de León Klimovsky (1972) avec Paul Naschy
- L'Empreinte de Dracula (Curse of the devil)/(El ritorno de Walpurgis) film de Charles Aured (Espagne/Mexique/Allemagne), 1973, 1 h 24 min
- Walpurgis, un essai cinématographique de Frédéric Choffat (Suisse), 2008, 60 min, d'après Troisième nuit de Walpurgis de Karl Kraus. Avec José Lillo. Musique Kristoff K.Roll (Carole Rieussec / Jean-Christophe Camps)[17].

### Animation
- La Nuit de Walpurgis, dans le dessin animé Hellsing Ultimate, désigne un combat épique entre tueurs du Vatican, Vampires allemands et Vampires de l'organisation Hellsing, dans Londres.
- La Nuit de Walpurgis, dans le dessin animé Puella Magi Madoka Magica, désigne la sorcière la plus puissante ne pouvant être tuée que par une puella magi encore plus puissante.
- La Nuit de Walpurgis est le titre de l'épisode 10 du dessin animé Dance in the Vampire Bund.
- La Nuit de Walpurgis, dans le dessin animé Uragiri wa Boku no Namae wo Shitteiru, désigne la nuit où les duras deviennent plus puissants.
- La nuit de Walpurgis, dans le dessin animé Chocola et Vanilla est une soirée ou tous les sorciers qui résident dans le monde des humains se retrouvent.
- Bible Black, série animée produite par le studio Jam et Milky Anim (Japon, 2001-2005).
- Walpurgis est le nom d'un personnage du dessin animé Monster Strike.
- La nuit de Walpurgis constitue le début du septième mouvement du film Fantasia de Disney, avec l'apparition du démon Chernobog sur l'air d'Une nuit sur le Mont Chauve.

### Autre
- C'est lors de la nuit de Walpurgis de 1966 qu'Anton Szandor LaVey, dit le Pape Noir, fonda l'Église de Satan[18].
- Dans le jeu vidéo Bravely Second: End Layer, la Walpurgis est un type d'ennemi.
- Dans la saison « Supernatural Investigations » du jeu vidéo Criminal Case, la dernière enquête se déroule lors de la nuit de Walpurgis.